# 井上誠
井上 誠（いのうえ まこと、1957年12月5日 - ）は、日本の実業家。株式会社極洋代表取締役社長。

## 人物・経歴
鹿児島県出身。1976年鹿児島県立甲南高等学校卒業。1980年横浜国立大学経済学部卒業後、大学の恩師の勧めで極洋に入社。水産部水産第3部長、水産部水産第2部長、水産冷凍食品部長等を経て、2010年大阪支社長。2012年取締役。2015年常務取締役。2017年専務取締役。2018年から代表取締役社長を務め、食品事業の強化やグローバル化を進めた。